# Yélî Dnye
Die Sprache Yélî Dnye wird auf Rossel, einer zum Louisiade-Archipel gehörenden Insel, von 3.750 Menschen gesprochen (Zählung des Rossel Health Centre 1998, zitiert nach Ethnologue 2005). Alternative Bezeichnungen sind Yele (in der Literatur meist verwendet), Yeleyong, Yela, Yeletnye, Yelidnye oder Rossel.

## Genetische Situation
Da Yele nicht austronesisch ist, gilt es als sogenannte Papuasprache. Ob Yele zu den Ostpapuasprachen gehört (so zum Beispiel in Ethnologue und Ruhlen 1991) oder eine isolierte Sprache ist, konnte bisher nicht abschließend geklärt werden.

## Phonologie
Yélî Dnye ist bekannt für einige ungewöhnliche phonologische Eigenschaften. Die Sprache hat mit 90 Phonemen das größte Phoneminventar im pazifischen Raum. Viele konsonantische Phoneme weisen Doppelartikulation auf.

## Morphosyntax
Die Sprache ist außerdem bekannt für ihre hohe morphosyntaktische Komplexität: Die Sprache ist polypersonal und markiert am Verb nicht nur grammatische Eigenschaften des Subjekts, sondern auch des Objekts. Die Sprache ist dabei extrem fusional und codiert diese Information zusammen mit zahlreichen anderen morphosyntaktischen Informationen (Tempus, Aspekt, Modus u. v. a.) in einem Morphem. Die Verbal- und Nominalparadigmen sind außerdem hochgradig suppletiv.